# Philippe Kalt
Philippe Kalt (Colmar, 19 agosto 1968) è un ex arbitro di calcio francese.

## Biografia
È il rappresentante degli arbitri del Comitato Direttivo Alsazia dal 2004 ed ha arbitrato la finale di Coupe de France Football 2007-2008 .